# Château de Sedaiges
Le château de Sedaiges (prononcé Sédage) est un château médiéval et néo-gothique situé à Marmanhac dans le Cantal. Il est inscrit aux monuments historiques depuis le 24 septembre 1987 et possède un parc remarquable avec verger, jardin potager et pièces d'eau. Cette maison est dans la même famille depuis 1442, elle conserve de ce fait un mobilier et des décors originaux de toutes les époques, en particulier des costumes, des objets usuels, des jouets, etc.

## Historique
Possession depuis l'origine de la même famille, le château est ruiné à la suite de la guerre de Cent Ans et reconstruit après 1461, puis remanié en 1741 et à la fin du XIXe siècle, époque où l'on réaménage les intérieurs.

### Famille de Sedaiges
Il existait depuis le XIIIe siècle une famille éponyme, dont :
- Pierre de Sedaiges, chevalier, qui vend en 1442 son domaine à Jean Calsac ou Caissac, riche bourgeois d'Aurillac.

Cette famille de Sedaiges subsiste par ailleurs jusqu'au XVIIIe siècle, puisque son petit-fils : 
- Jean de Sedaiges, fils d'Hugues, seigneur de Vacheresses, à Marmanhac, a épousé le 2 décembre 1514 Claude de Gaches de Venzac, dont descend, après quatre générations :
- Jean de Sedages, qui épouse le 3 juillet 1690 à Marmanhac Marie de Boissieux, fille de Gabriel, seigneur de La Souderie et d'Antoinette Sauvageon, qui semble le dernier de son nom[4].

### Famille de Caissac
Dix générations de cette famille se sont succédé à Sédaiges :
- Jean Calsac ou de Caissac, bourgeois d'Aurillac, fils de Guillaume, habitant de Belbex, et de Jeanne Palisse, achète des terres à Marmanhac, puis le domaine noble de Sedaiges ;
- Raymond de Caissac, obtient en 1452 des autres seigneurs de Marmanhac la permission de construire un château avec tours et mâchicoulis. Il est marié en 1472 avec Marguerite de Rozières, dont il a au moins cinq enfants dont :
- Nicolas de Caissac, marié en 1517 avec Marguerite de Jouvenroux, fille de Jean, seigneur de La Trémolière, dont :
- Jean II de Caissac, marié en 1540 avec Marguerite de La Garde de Saignes, fille de Jean, seigneur de Messac, dont :
- Antoine de Caissac, seigneur de Sedaiges marié en 1547 à Louise de Cayre d'Entraigues, dont :
- François de Caissac (1545 - 1618), gentilhomme de la Chambre du roi, chevalier de l'Ordre de Saint-Michel, marié en 1569 avec Jeanne-Gilberte de Robert de Lignerac, fille de François, seigneur de Saint-Chamant, et Françoise de Scorailles, seigneur de Cologne à Naucelles, dont six enfants, et en secondes noces en 1569 avec Jeanne de Morlhon, fille de Jean, seigneur de Sanvensa :
- Alexandre de Caissac, seigneur de Messac et de Sedaiges, gentilhomme de la Chambre du roi, épouse en novembre 1614 Sybille de Boilac de Glandières, fille de Louis de Glandières, seigneur de Balsac, poète humaniste de Rodez connu sous le nom de Louis de Balsac[5], et d'Hélène de Morlhon, dame de Cabanes. Il meurt le 16 septembre 1658 et laisse cinq enfants, dont :
- Edme de Caissac, seigneur de Messac, de Sedaiges, et coseigneur de Tournemire, marié en 1664 avec Marguerite de Pestels, fille de Claude, seigneur de Tournemire, et de Claude d'Anjony dont au moins trois enfants :
- Jean III de Caissac, seigneur de Sedaiges, coseigneur de Tournemire, marié en 1691 avec Françoise de Soudeilles, fille d'Edme, seigneur de Brenhac, et de Philiberthe de Sédière, dont quatre enfants :
  - Jean IV de Caissac (1701-1746) mestre de camps d'un régiment de Dragons, marquis de Messac et de Sedaiges, marié vers 1744 avec Marie Anne de Peyrusse des Cars, file de François II, marquis de Merville, seigneur de Laroquebrou, seigneur d'Ytrac et de Françoise de Lafons, sans enfants ;
  - Madeleine de Caissac, héritière de Sedaiges, épouse le 2 novembre 1729 Pierre Béral, fils de François II, seigneur de Massebeau et de Gabrielle-Aimée de Caissac Saint-Geniez, dont elle eut deux enfants :
    - Marie Françoise Béral de Sedaiges, mariée en 1750 à Jean-André de Méallet de Fargues, fils de Louis de Méallet, seigneur de Fargues, et de Claude de Caissac Saint-Geniez ;
    - Jean-Joseph Béral de Sedaiges, qui suit.

La famille de Caissac portait D'argent au chevron accosté en chef de deux étoiles et en pointe d'un lion le tout d'azur ledit lion armé et lampassé de gueules.

### Famille de Béral de Massebeau
- Jean-Joseph II Béral de Massebeau (1733-1809) épouse en 1763 Marie-Iphigénie de Bourgeoise-Pommerval, qui lui donne deux filles et deux garçons, dont :
- Jean-Joseph III Béral de Sedaiges (1769-1859), lieutenant de cavalerie, épouse en[1800 Juliette de Jugeals de Peyrac de Vellian, fille de Jean et de Madeleine de Frayssi de Veyrac, qui lui donne sept enfants :
  - Adolphe de Béral de Sedaiges (1801-1854), officier de marine ;
  - Mathilde de Béral de Sedaiges (1805-), mariée vers 1835 à Jacques-Augustin de Labarrière ;
  - Pierre de Béral de Sedaiges (1806) ;
  - Casimir de Béral de Sedaiges (1807), capitaine de vaisseau, marié à Sophie Le Coat de Kervéguen, dont le petit-fils Georges Fumel de Sedaiges, sera propriétaire de Sedaiges et maire de Marmanhac ;
  - Anne-Catherine de Béral de Sedaiges (1808-1859), mariée à Stanislas Buyer, maître de forges ;
  - Jean-Joseph IV de Béral de Sedaiges (1810), capitaine de vaisseau, commandeur de la Légion d'honneur ;
  - Jean-Philippe de Béral de Sedaiges (1819).

### Famille de Riverieux de Varax
Sedaiges passe par mariage et succession dans la famille de Riverieux de Varax qui possède toujours le château.
La famille de Riverieux de Varax porte D'azur à la rivière d'argent mouvante de la pointe surmontée d'un croissant de même. Supports deux aigles.

## Description
Le château est composé d'un bâtiment carré de trois étages cantonné de quatre tours d'angle rondes. Fortifié en 1461, puis embelli au XVIIIe siècle, ce château offre un exemple de l'architecture troubadour de la fin du XIXe siècle.
En 1741, le château fut remis au goût du jour par l'élargissement des ouvertures et l'ajout de boiseries dans certaines pièces .
Vers 1865, l'architecte Parent effectue d'importants travaux sur l'édifice. Le plan général du château fut respecté dans son apparence. Le bâtiment fut habillé dans le style néo-gothique. Fenêtres et portes furent encadrées d'un décor néo-15e. Un chemin de ronde fut ajouté aux quatre tours d'angles, à l'imitation de celui conservé sur la façade sud. La cour centrale fut couverte et aménagée en hall. Les éléments de boiseries et les peintures sont traités dans le style de la fin de l'époque gothique.

## Visites
Visites, mariages et chambres d'hôte.

## Pour approfondir